# Jaume Torras Planas
Jaume Torras Planas (Vic, provincia de Barcelona, 7 de octubre de 1968) es un exfutbolista español y entrenador español. Su posición era la de guardameta. Actualmente es segundo entrenador de la UD Almería en la Primera División de España.

## Trayectoria

### Como futbolista
Se formó en la cantera del AEC Manlleu donde jugaría desde 1991 a 1993, antes de jugar en el UE Sant Andreu, Cartagena FC, UDA Gramenet y nuevamente en el AEC Manlleu, en el que jugaría hasta 1997.

### Como entrenador
Finalizada su carrera como futbolista, comenzó su carrera como entrenador dirigiendo al AEC Manlleu de la Tercera División de España, desde 2004 a 2006.
En la temporada 2006-07, se hace cargo de la Unió Esportiva Vilassar de Mar de la Tercera División de España y en la temporada siguiente de la UE Cornellà.
El 18 de julio de 2013, se incorpora al personal técnico del primer equipo del FC Barcelona a las órdenes de Tito Vilanova para trabajar como scouting. A pesar de la baja de éste por enfermedad y la contratación de Gerardo Martino como nuevo técnico, continuó en su puesto hasta el final de la temporada 2013-14.
En la temporada 2014-15, firma como segundo entrenador del Real Valladolid, siendo ayudante de Rubi.
En la temporada 2015-16, firma como segundo entrenador del Levante UD, siendo ayudante de Rubi.
El 18 de enero de 2017, fue contratado como segundo entrenador del Real Sporting de Gijón, también acompañando al técnico catalán Rubi.
En la temporada 2017-18, firmó como segundo entrenador de la SD Huesca de la Segunda División de España, con la que logró ascender a Primera División por primera vez en la historia del club.
En la temporada 2018-19, firmó como segundo entrenador del RCD Espanyol de la Segunda División de España.
En la temporada 2019-20, firmó como segundo entrenador del Real Betis Balompié de la Primera División de España.
El 28 de abril de 2021, se hizo oficial su fichaje como segundo entrenador de la UD Almería de la Segunda División de España. El 29 de mayo de 2022, consiguió devolver a la UD Almería  a la máxima categoría del fútbol español, además de lograr el título de campeón de Segunda División. El 29 de mayo de 2022, consiguió devolver a la U. D. Almería a la máxima categoría del fútbol español, además de lograr el título de campeón de Segunda División.
1º entrenador del Almería.

## Clubes

### Como entrenador
| Club                                    | País   | Año             |
| --------------------------------------- | ------ | --------------- |
| AEC Manlleu                             | España | 2004-2006       |
| Unió Esportiva Vilassar de Mar          | España | 2006-2007       |
| UE Cornellà                             | España | 2007-2008       |
| FC Barcelona (Scouting)                 | España | 2013-2014       |
| Real Valladolid (2.º entrenador)        | España | 2015-2016       |
| Levante UD (2.º entrenador)             | España | 2015-2016       |
| Real Sporting de Gijón (2.º entrenador) | España | 2017            |
| SD Huesca (2.º entrenador)              | España | 2017-2018       |
| RCD Espanyol (2.º entrenador)           | España | 2018-2019       |
| Real Betis Balompié (2.º entrenador)    | España | 2019-2021       |
| UD Almería (2.º entrenador)             | España | 2021-actualidad |